# چاپل (نبراسکا)
چاپل(به انگلیسی: Chappell) شهری در ایالت نبراسکا کشور ایالات متحده آمریکا است که جمعیت آن در سرشماری سال ۲۰۱۰ میلادی، ۹۲۹ نفر بوده‌است.